# Ossentong
Ossentong (Anchusa) is een geslacht van planten uit de ruwbladigenfamilie (Boraginaceae) en telt een veertigtal soorten. Vertegenwoordigers van dit geslacht komen voor in de Oude Wereld.
Als andere leden van deze familie in deze streken zijn ze ruwbehaard en eenjarig of overblijvend. De kleine bloemen hebben, op een uitzondering na, een saffierblauwe kleur.
In Nederland en België komen drie soorten voor:
- Geelwitte ossentong (Anchusa ochroleuca)
- Gewone ossentong (Anchusa officinalis)
- Kromhals (Anchusa arvensis)

Enkele overige soorten zijn:
- Anchusa azurea: Blauwe / Italiaanse ossentong
- Anchusa barrelieri: Barreliers ossentong
- Anchusa capensis: Kaaps vergeet-me-nietje, (Kaapse) ossentong[1]
- Anchusa italica: Italiaanse ossentong
- Anchusa × baumgartenii, een kruising tussen de geelwitte ossentong en de gewone ossentong

Voor overblijvende ossentong (Anchusa sempervirens) zie Pentaglottis sempervirens